# 月経吸引法
月経吸引法（げっけいきゅういんほう Menstrual Extraction: ME）は、堕胎禁止する法の網の目をくぐるために考案られた処置で事実上の妊娠中絶処置である。現在でもその目的で使用されている。

## 概要
表向きは、月経を衛生的に処理するための処置であるとされる。実施者は、妊娠しているかどうかを確認することなく、子宮口に吸引器具をあてて内容物を吸引する。その結果、月経1回分の月経血もしくは胚盤胞や初期胚が数分間で排出される。手動真空吸引法(Manual vacuum aspiration：MVA)（電動の吸引装置ではなくシリンジなどの簡単な道具で子宮口から手動で望まない妊娠をおわらせる吸引法）とほぼ同じものだが、衛生管理やリスク管理、歴史的背景、法的問題点には大きな違いがある。

## 初期の発展
1971年に、フェミニストの女性リプロダクティブヘルスの自助（self-help）グループのメンバーであったロレイン・ロスマンとキャロル・ダウナーは、診療所で使用されていた手動吸引装置（MVA）を改良してこの処置を開始したとされる。ロスマンとダウナーは医師としての資格を持っていなかった。2人はカーマンカニューラ（柔軟な医療用チューブ）、注射器、一方弁、そして収集ビンを集めて「ロー対ウェイド判決」以前に、女性の妊娠中絶へのアクセスを提供するため、月経吸引を行うための操作の仕方を学んだ。ロスマンとダウナーが発展させたこの装置はデルエム（"Del Em." ）と呼ばれる。手動吸引法（MVA：Manual　VaccumeAspiration）とは構成が異なり、子宮内容物は注射器に直接吸い込まれる代わりに、カニューラを通って収集ビンに入る。こうすることで、（この処置をうける）女性が吸引をコントロールすることができるので（訳注：自分の手で直接操作する、ということではなく吸引の強さなどを自分の感覚にしたがって操作する人に言って変えてもらうことができるという意味であると訳者は考える。）、資格のある医療従事者は時にデルエムを使用していないのにMVAを月経吸引法と呼ぶことがある。
自分達のやっていることを中絶行為とされるのを回避するために、ダウナーとロスマンは月経吸引法、あるいはMEと呼んだ。　全米女性健康ネットワーク（National Women's Health Network）によると、「初期のセルフヘルプ実践者たちは女性たちがセルフヘルプグループに参加して月経開始予定日のあたりにお互いの月経を吸引する練習をするように主張した。もし妊娠が起これば、子宮内容物とともに吸引されることになる。」他の女性グループにMEを紹介するツアーが国内で行われ、この方法はかなり有名になり、20,000もの処置がおこなわれたとされている。
1971年には、警察がダウナーとロスマンのセルフヘルプクリニックを捜査したが、犯罪が行われたという唯一の証拠は、膣のカンジダ感染を治癒するためのビンに入ったヨーグルトだった。ダウナーは無資格でヨーグルトを使った医療行為により逮捕され、そのヨーグルトは証拠として提出された。1972年の12月彼女は陪審員により無罪とされた。この警察の襲撃、逮捕、裁判は女性のセルフヘルプムーブメントの中で「名高いヨーグルトの陰謀」（"the Great Yogurt Conspiracy."）と呼ばれた。

## (アメリカにおける)中絶合法化後の使用
ロー対ウェイド事件裁判の最高裁決定（訳注：いわゆるロウ判決）がは1973年に中絶を合法化した後、MEの実践はかなり減った。そして1980年代終わりと90年代はじめにアメリカ合衆国最高裁判所が居住する州や医療保健の種類により女性の中絶へのアクセスを制限するウェブスター v.リプロダクティブ　ヘルスサービス裁決したとき、MEの技術がマスコミで大きく議論された。セルフヘルプに関わる者たちは1971年のツアーを反復し、自己内診（SELF　EXAMINATION）とMEを共有して全米を旅した。
ニューヨークタイムズは　MEを「病院・診療所で行われている吸引処置の低予算版」と呼んだ。タイム誌は「MEの根拠は、心配した友人によって行われる中絶処置のほうが、もぐりの外科医よりましだということである」と述べた。今日、アメリカではいまだMEを使用する女性がいる。

## 他の国々での使用
他の国では、月経吸引方は「月経調節法（Menstrual Regulation：略MR）」と呼ばれることもある。全米中絶連盟（NAF）によると、「開発途上国では、MEはいまだ反中絶法の抜け道のための重要な戦略である」。バングラデシュは中絶が違法であるが、政府は月経調節法診療所のネットワークを長い間サポートしたきた。バングラデシュでは、年間468,000の月経調節法が行われると見られている。
　全米中絶連盟はさらに「いくつかの国では月経調節法が技術上の妊娠の確定が無い状態で行われると推測しているのでそれを許している」と報告している。そのような国は大韓民国、シンガポール、香港、タイ、そしてベトナムなどを含むとされる。キューバでは、中絶が合法であり、月経調節法は広く実践されている。2週間月経が遅れている女性はだれでも妊娠検査なしで月経調節処置が提供される。